# Charles P. Hall
Pour les articles homonymes, voir Hall.
Charles Philip Hall est un général de l'armée américaine, né le 12 décembre 1886 et mort le 26 janvier 1953, qui s'illustra surtout au commandement du XIe corps d'armée et lors de la bataille de Bataan.

## Ses débuts
Il naquit à Sardis dans le Mississippi, passa par l'université du Mississippi entre 1905 et 1907 avant d'entrer à West Point d'où il sortit en 1911 comme lieutenant dans l'infanterie. Il était au 20e régiment d'infanterie jusqu'en 1914 avant de devenir enseignant en mathématiques à West Point et fut versé au 23e régiment d'infanterie en août 1917 pour servir en France pendant la Première Guerre mondiale. Il a servi à Verdun, à Château-Thierry, à Soissons pendant la seconde offensive de la Marne, à la réduction du saillant de Saint-Mihiel et en Champagne lors de la bataille de l'Aisne. Il reçut la Croix du Service Distingué pour son action d'héroïsme à Vierzy
« À un moment critique de la bataille, alors que les informations étaient difficiles à obtenir ; le lieutenant-colonel Hall, adjudant de la brigade, se porta volontaire pour un rapport sur le combat de Vierzy qui était alors aux mains de l'ennemi. Accompagnant un groupe de tanks français, il entra dans la ville sous un feu violent ; et là il porta un blessé en sûreté sous un tir de mitrailleuse. Il participa à la réorganisation de la troupe et d'une ambulance pour assister de nombreux blessés, retournant à la brigade avec de précieux renseignements. » Il fut aussi décoré de la Croix de guerre 1914-1918 pour bravoure le 4 octobre 1918 et de la Légion d'honneur, il reçut aussi trois Silver Star pour bravoure.

## Entre-deux-guerres
Il resta adjudant de la 2e brigade d'infanterie et fit partie de l'armée d'occupation jusqu'en août 1919, moment où elle rentra aux États-Unis. Il retourna à l'École d'infanterie puis à l'École générale de commandement de Fort Leavenworth entre 1924 et 1925 et fut affecté comme instructeur à l'École d'infanterie jusqu'en 1929. Il entra alors à Army War college.
Une fois diplômé il passa deux années aux Philippines avant de revenir comme instructeur à l'École d'infanterie de 1932 à 1937. De là il devint directeur d'une école d'artillerie (Ground Arms, Air Corps Tactical School) à Maxwell Field en Alabama. En 1940 il devint commandant du 11e régiment d'infanterie.

## Seconde Guerre mondiale
Depuis 1941 il était commandant en second de la 3e division d'infanterie, qu'il commanda brièvement avant de prendre la tête de la 93e division d'infanterie de mai à octobre 1942. Alors il passa au commandement du XIe corps d'armée qu'il mena lors de la campagne de Nouvelle-Guinée et notamment à Morotai puis à Leyte et à Luçon pendant la bataille des Philippines. De là, en septembre 1945, le corps débarquait à Yokohama pour faire partie des troupes d'occupation du Japon, il l'avait commandé jusqu'au 15 mars 1946 ; date à laquelle il devint directeur de l'organisation et de l’entraînement du Département de la Guerre. Il fut alors placé en réserve le 31 décembre 1948 avec le grade de lieutenant-général.
Il mourut le 26 janvier 1953 à San Antonio au Texas et fut enterré au cimetière national de Fort Sam Houston.

## Décorations
Parmi celles qu'il reçut :
- Distinguished Service Cross (États-Unis),
- Distinguished Service Medal (États-Unis),
- Silver Star (avec deux feuilles de chêne),
- Bronze Star,
- Purple Heart,
- Légion d'honneur,
- Croix de guerre 1914-1918 (France),
- Philippine Legion of Honor, grade de commandeur,
- commandeur de l'Ordre du Nil, Égypte.

## Source
- (en) Cet article est partiellement ou en totalité issu de l’article de Wikipédia en anglais intitulé « Charles P. Hall » (voir la liste des auteurs).